# Vile (Band)
Vile (engl.: „schrecklich“; „gräßlich“) ist eine US-amerikanische Death-Metal-Band aus Concord, Kalifornien.

## Geschichte
Vile ging 1996 aus Teilen der Bands Lords of Chaos, Entropy, Sporadic Psychosis und Thanatopis hervor. Mit dem Einstieg des zweiten Gitarristen Jim Tkacz veröffentlichte die Band zwei Demos, Unearthed und Vile-ation, und ging im November 1997 zusammen mit Deeds of Flesh auf Tour. 1998 trat Aaron Strong als Gitarrist der Band bei. Kurz nach den Aufnahmen für das Debütalbum Stench Of The Deceased verließ Schlagzeuger Mike Hamilton die Band und schloss sich Deeds of Flesh an. Jim Tkacz wechselte ebenfalls zu Deeds of Flesh. Im Jahr 2002 wurde das Album Depopulate, bei dem Mudslinger-Bassist Lars Von Lowen mitwirkte, auf Listenable Records für Europa und Unique Leader Records in den USA veröffentlicht.
Im Jahr 2003 veröffentlichten Vile das Album Stench Of The Deceased anlässlich einer Europatournee im Februar und März zusammen mit Mangled, Inhume, Disavowed und Spawn of Posession neu. Die neue Version enthielt drei zusätzliche Live-Songs und einen unveröffentlichten Studio-Song. Im Mai 2003 trennte sich die Gruppe von Sänger Juan Urteaga und fand in James Lee von Ill Owen, Daemonicide und Origin einen schnellen Ersatz. Im August verließ auch der langjährige Gitarrist Aaron Strong die Band. Vile spielten ab dem 12. Februar 2004 eine Reihe von Konzerten in Houston, Texas, die die Band zusammen mit Exhumend, Hypocrisy und Cannibal Corpse durch Nordamerika führten. Bei diesen Auftritten standen neben den Originalmitgliedern Colin Davis und Matt Faivre auch Origin-Sänger James Lee, Lead-Gitarrist Lucas Jaeger (Suicide Culture, Mincery und Sleep Terror) und der dänische Schlagzeuger Reno Kiilerich (Frozen Sun, Panzerchrist, 12 Gauge, Exmortem, Kobeast) auf der Liste der Band.
Vile steuerten außerdem ihre Interpretation des Songs Cold zum At-the-Gates-Tribute-Album Slaughterous Souls - A Tribute to At The Gates bei, das im September 2004 über Drowned Scream Records erschien. Im Januar 2005 verpflichteten Vile den Exodus-Bassisten Jack Gibson, um mit The New Age Of Chaos ein neues Album aufzunehmen. Die Band kündigte außerdem eine Zusammenarbeit mit Psycroptic und Decrpit Birth für die Bloodletting North America Sommer-Tour an.
Für die Gutting Europe 4-Europatour tat sich Vile erneut mit Deeds of Flesh, aber auch mit Monstrosity und Impaled zusammen, die Ende März 2006 in Polen begann.
Das Album The New Age of Chaos thematisiert den Kampf der Kulturen nach den Terroranschlägen am 11. September 2001.

## Diskografie
- 1996: Unearthed (Demo)
- 1997: Vile-ation (Demo)
- 1999: Stench of the Deceased (Eigenproduktion)
- 2002: Depopulate
- 2005: The New Age of Chaos
- 2011: Metamorphosis